# Al-Batuf
Le conseil régional d'Al-Batuf, en hébreu : מועצה אזורית אל-בטוףן, en arabe : البطوف, en Israël, regroupe 4 villages arabes. Al-Batuf est le nom arabe de la vallée de Beit Netofa.
Selon le bureau central des statistiques en Israël, le conseil régional comprend 8 410 résidents, en 2022.

## Liste des villages
- Hamaam (en)
- Rumana (en)
- Rumat al-Heib
- Uzeir (en)

## Source de la traduction
- (en) Cet article est partiellement ou en totalité issu de l’article de Wikipédia en anglais intitulé « Al-Batuf Regional Council » (voir la liste des auteurs).